# دارون كرويشانك
دارون كرويشانك (بالإنجليزية: Daron Cruickshank)‏ هو لاعب تايكوندو أمريكي، ولد في 11 يونيو 1985 في ويستلاند في الولايات المتحدة.

## وصلات خارجية
- دارون كرويشانك على موقع يو إف سي (الإنجليزية)
- دارون كرويشانك على موقع بيلاتور (الإنجليزية)
- دارون كرويشانك على موقع شيردوغ (الإنجليزية)
- دارون كرويشانك على موقع Tapology.com (الإنجليزية)
- دارون كرويشانك على موقع IMDb (الإنجليزية)